# Lumbrineris mixochaeta
Lumbrineris mixochaeta är en ringmaskart som beskrevs av Oug 1998. Lumbrineris mixochaeta ingår i släktet Lumbrineris och familjen Lumbrineridae. Arten har ej påträffats i Sverige. Inga underarter finns listade i Catalogue of Life.